# Кондратенко, Сергей Павлович
Сергей Павлович Кондратенко (24 августа 1924, Бутовск, Гомельская губерния — 18 июля 1991, там же) — связной командира 101-го стрелкового полка, ефрейтор — на момент представления к награждению орденом Славы 1-й степени.

## Биография
Родился 24 августа 1924 года в селе Бутовск (ныне — Клинцовского района Брянской области). Окончил 5 классов. Работал в колхозе. Первые два года войны находился в оккупации.
В октябре 1943 года, после освобождения Брянщины, Кондратенко был призван в Красную Армию и в составе маршевой роты направлен на пополнение 4-й стрелковой дивизии, где был зачислен в 101-й стрелковый полк.
В первых же наступательных боях на гомельском направлении красноармеец Кондратенко проявил себя храбрым и решительным воином. В конце ноября, получив ранение в ногу, он почти на два месяца выбыл из строя. Возвратившись после госпиталя в свой полк, Кондратенко принял участие в боях на ковельско-люблинском направлении. Развивая наступление, дивизия форсировала реку Западный Буг, вступила в пределы Польши и 30 июля была уже на Висле. Начались тяжелые бои по захвату плацдарма. 101-й стрелковый полк форсировал реку в районе населенного пункта Садксшицы. В числе первых воинов, вступивших на левый берег Вислы, был красноармеец Кондратенко, связной командира 101-го стрелкового полка.
30-31 июля в бою на плацдарме Кондратенко с товарищами участвовал в отражении нескольких вражеских контратак. Когда был ранен командир взвода, Кондратенко заменил его, поднял оставшихся бойцов в контратаку. Враг не выдержал яростного натиска и отошел. В следующих боях ещё дважды Кондратенко поднимал бойцов в контратаку и, увлекая их личным примером мужества и отваги, спасал положение. За два дня гранатами и огнём из винтовки он уничтожил тринадцать противников.
Приказом от 14 августа 1944 года красноармеец Кондратенко Сергей Павлович награждён орденом Славы 3-й степени.
14 января 1945 года дивизия в составе войск 69-й армии 1-го Белорусского фронта перешла в наступление с Пулавского плацдарма и за двадцать дней ожесточенных боев, ломая сопротивление противника, преодолела расстояние от Вислы до Одера.
4 февраля передовой отряд дивизии, в котором был и красноармеец Кондратенко, переправился на левый берег Одера. Враг, яростно сопротивляясь, часто переходил в контратаки. Только с 4 по 9 февраля в районе города Франкфурт-на-Одере Кондратенко участвовал в отражении двенадцати атак противника, своевременно передавал приказы командира полка в подразделения.
Утром 10 февраля противники предприняли психическую атаку. Пьяные, шли лавиной, не обращая внимания на огонь. Когда они приблизились до пятидесяти метров, во весь рост поднялся Кондратенко и с криком «Ребята, бей гадов.» бросился навстречу фашистам. За ним поднялась вся рота. В яростной рукопашной схватке советские воины разгромили контратакующую группу и удержали плацдарм. Кондратенко уничтожил в этом бою одиннадцать противников.
Приказом от 23 марта 1945 года красноармеец Кондратенко Сергей Павлович награждён орденом Славы 2-й степени.
В наступлении на столицу вражеского рейха ефрейтор Кондратенко вновь отличился. 18 апреля 1945 года в бою в районе населенного пункта Мальнов он лично уничтожил свыше 10 солдат противника. 21 апреля в районе населенного пункта Лицеи, юго-восточнее Берлина, под губительным огнём противника первым бросился в атаку. За ним поднялись все воины батальона, стремительным ударом смяли врага и овладели населенным пунктом.
25 апреля в предместье Берлина Кондратенко был тяжело ранен. День победы встретил в госпитале. За исключительную храбрость и мужество в боях по овладению вражеской столицей командующим войсками 69-й армии был представлен к награждению орденом Славы 1-й степени.
Вылечившись после ранения, он ещё почти два года служил в Советской Армии. После демобилизации вернулся домой.
Указом Президиума Верховного Совета СССР от 15 мая 1946 года за образцовое выполнение заданий командования в боях с немецко-вражескими захватчиками на завершающем этапе Великой Отечественной войны ефрейтор Кондратенко Сергей Павлович награждён орденом Славы 1-й степени. Стал полным кавалером ордена Славы.
Жил в родном селе Бутовск Брянской области. Более двадцати лет самоотверженно трудится в колхозе «Россия» на животноводческой ферме. Активно участвовал в общественной жизни. Скончался 8 июля 1991 года.
Награждён орденами Отечественной войны 1-й степени, Красной Звезды, Славы 3-х степеней, медалями.